# Henry Cotton (Mediziner)
Henry Cotton (* 18. Mai 1876 in Norfolk, Virginia; † 8. Mai 1933) war ein US-amerikanischer Psychiater und Leiter einer berühmten psychiatrischen Klinik in Trenton, New Jersey. Cotton war Verfechter einer umstrittenen Theorie: Er glaubte, dass die Ursache fast jeder psychiatrischen Erkrankung eine lokale Infektion (Zähne, Tonsillen, Magen-Darm) sei. Durch teilweise sehr radikale Operationen versuchte Cotton seinen Patienten zu helfen. 
Obwohl Cottons Therapien wenig erfolgreich waren und eine große Zahl von Todesopfern forderten, blieb er ein anerkannter Psychiater.